# Chen Fake

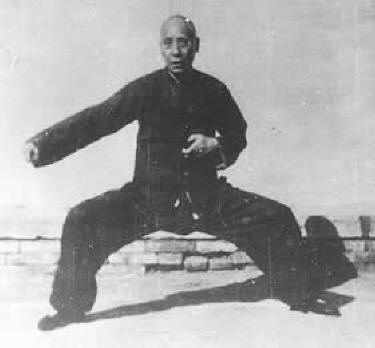
Chen Fake.

Chen Fake (chiń. 陳發科; ur. 1887, zm. 1957) – mistrz Chen Taijiquan, sztuki walki z rodziny „stylów wewnętrznych”. Rozpropagował ten lokalny i rodzinny styl w stolicy kraju Pekinie, udowadniając jego skuteczność w niezliczonych zwycięskich pojedynkach z adeptami innych szkół walki. Chen Fake rozwinął tradycyjny styl rodziny Chen tworząc tzw. „nową formę” – Xin Jia.